# Hellendoorn
Hellendoorn (anhörenⓘ) ist eine Gemeinde in der niederländischen Provinz Overijssel. Ihre Gesamtfläche beträgt 139 km². Am 1. Januar 2025 hatte sie 36.211 Einwohner. Die Gemeinde Hellendoorn gehört aktuell zur Region Twente, historisch aber zu Salland.

## Orte
Hauptort der Gemeinde, zu der das alte Dorf Hellendoorn sowie Daarle, Daarlerveen und Haarle gehören, ist Nijverdal, wo sich auch die Büros der Gemeindeverwaltung befinden.
Folgende Wohnorte befinden sich in der Gemeinde Hellendoorn:
| Pos. | Wohnsitz    | Einwohnerzahl |
| ---- | ----------- | ------------- |
| 1    | Nijverdal   | 25.000        |
| 2    | Hellendoorn | 6520          |
| 3    | Haarle      | 2095          |
| 4    | Daarle      | 1425          |
| 5    | Daarlerveen | 1220          |

## Lage und Wirtschaft
Die Gemeinde liegt zwischen Twenterand, Wierden, Rijssen-Holten, Raalte und Ommen, am „Sallandse Heuvelrug“, einem 40 bis 70 Meter hohen, bewaldeten Hügelrücken (Noetselerberg).
Nijverdal liegt am südlichsten und hat einen Bahnhof an der Bahnlinie Zwolle – Almelo. Die viel befahrene Landstraße N 35 Zwolle – Almelo verlief bis 2013 quer durch die Ortsmitte von Nijverdal. 
Im Jahr 2007 wurde in Nijverdal ein Großprojekt begonnen, das bis Ende 2013 gedauert hat. Es wurde unter der Ortsmitte ein Tunnel für die Eisenbahn und die Straße N 35 (Zwolle – Almelo) gebaut. Der Bahnhof ist am 23. März 2013 durch einen Neubau ersetzt worden. Über den Fluss Regge, der östlich des Zentrums verläuft, wurde eine neue Brücke gebaut. Während des Tunnelbaus war die Bahnstrecke Zwolle–Almelo über drei Jahre gesperrt. Der Eisenbahntunnel wurde per 1. April 2013 für den Zugverkehr in Betrieb genommen. Der Autotunnel wurde zwei Jahre darauf am 29. August 2015 eröffnet.
Hellendoorn liegt 3 km nördlich von Nijverdal am Waldrand. In Nijverdal, wo die einst wichtige Textilindustrie zum Teil noch besteht (Koninklijke Ten Cate, ehemals Nijverdal-Ten Cate, produziert jetzt unter anderem Zelttuch und Kunstrasen für Sportplätze), gibt es viele Kleinbetriebe.
Die ganze Gemeinde lebt größtenteils vom Tourismus. Es gibt viele Campingplätze und Ferienhäuser, darüber hinaus auch einen Vergnügungspark. Das europäische Eis-Sortiment der Marke Ben & Jerry’s wird in Hellendoorn hergestellt.

## Politik
Die Lokalpartei Lokaal Hellendoorn konnte bei der Kommunalwahl 2022 ihren Wahlsieg aus dem Jahr 2018 noch weiter ausbauen und verpasste mit 49,4 Prozent aller Stimmen die absolute Mehrheit nur knapp.
Seit 1982 setzt sich der Gemeinderat von Hellendoorn wie folgt zusammen:
| Partei                               | Sitze | Sitze | Sitze | Sitze | Sitze | Sitze | Sitze | Sitze | Sitze | Sitze | Sitze |
| Partei                               | 1982  | 1986  | 1990  | 1994  | 1998  | 2002  | 2006  | 2010  | 2014  | 2018  | 2022  |
| ------------------------------------ | ----- | ----- | ----- | ----- | ----- | ----- | ----- | ----- | ----- | ----- | ----- |
| Lokaal Hellendoorn a                 | –     | –     | –     | –     | –     | –     | –     | –     | –     | 8     | 13    |
| CDA                                  | 14    | 15    | 13    | 12    | 10    | 13    | 9     | 8     | 8     | 7     | 5     |
| GroenLinks                           | –     | –     | –     | 4     | 4     | 4     | 5     | 1     | 1     | 2     | 2     |
| PvdA                                 | 4     | 5     | 5     | 4     | 4     | 4     | 5     | 2     | 2     | 1     | 1     |
| PPR                                  | 4     | 5     | 5     | –     | –     | –     | –     | –     | –     | –     | –     |
| VVD                                  | 2     | 1     | 1     | 1     | 3     | 1     | 1     | 1     | 1     | 3     | 2     |
| ChristenUnie                         | –     | –     | –     | –     | –     | 1     | 2     | 2     | 2     | 2     | 1     |
| D66                                  | 0     | 0     | 1     | 2     | 0     | –     | –     | 1     | 2     | 2     | 1     |
| BurgerBelang a                       | –     | –     | –     | –     | –     | –     | 6     | 6     | 5     | –     | –     |
| Gemeentebelangen a                   | 2     | 1     | 2     | 5     | 7     | 6     | 2     | 3     | 2     | –     | –     |
| Hellendoorns Onafhankelijke Partij a | –     | –     | –     | –     | –     | –     | –     | 1     | 2     | –     | –     |
| RPF                                  | 1     | 1     | 1     | 1     | 1     | –     | –     | –     | –     | –     | –     |
| GPV                                  | 0     | 0     | 1     | 1     | 1     | –     | –     | –     | –     | –     | –     |
| Gesamt                               | 23    | 23    | 23    | 25    | 25    | 25    | 25    | 25    | 25    | 25    | 25    |

Anmerkungen

## Geschichte
Hellendoorn war schon im Mittelalter ein nicht unbedeutendes Bauerndorf.
Nijverdal entstand erst um 1835, als Thomas Ainsworth sich auf dem Gebiet der ehemaligen Mark Noetsele niederließ. Um seine Weberei entstand eine Fabriksiedlung, die inzwischen den Umfang einer Kleinstadt erreicht hat. Ein Problem ist, dass die sehr stark befahrene Landstraße Zwolle – Almelo und die parallel daran verlaufende Eisenbahnlinie den Ort förmlich in zwei Teile schneiden.
Nördlich von Hellendoorn waren im Zweiten Weltkrieg V2-Raketen stationiert. Von dort wurden auch Angriffe auf die Brücke von Remagen durchgeführt, nachdem sie von amerikanischen Truppen eingenommen worden war. Jedoch traf keine der Raketen die Brücke. Ein „Schwarzer Tag“ in der Geschichte von Nijverdal war der 22. März 1945. An diesem Tag wurde das Dorf von den Alliierten bombardiert. Dabei kamen 73 Menschen ums Leben.
Seit 1968 besteht eine Städtepartnerschaft mit Ibbenbüren in Nordrhein-Westfalen. Im Rahmen der Partnerschaft wurde am 22. September 1973 eine Brücke über den Fluss Regge zu Ehren der Partnerstadt auf den Namen Ibbenbürenbrug getauft.

## Sehenswürdigkeiten

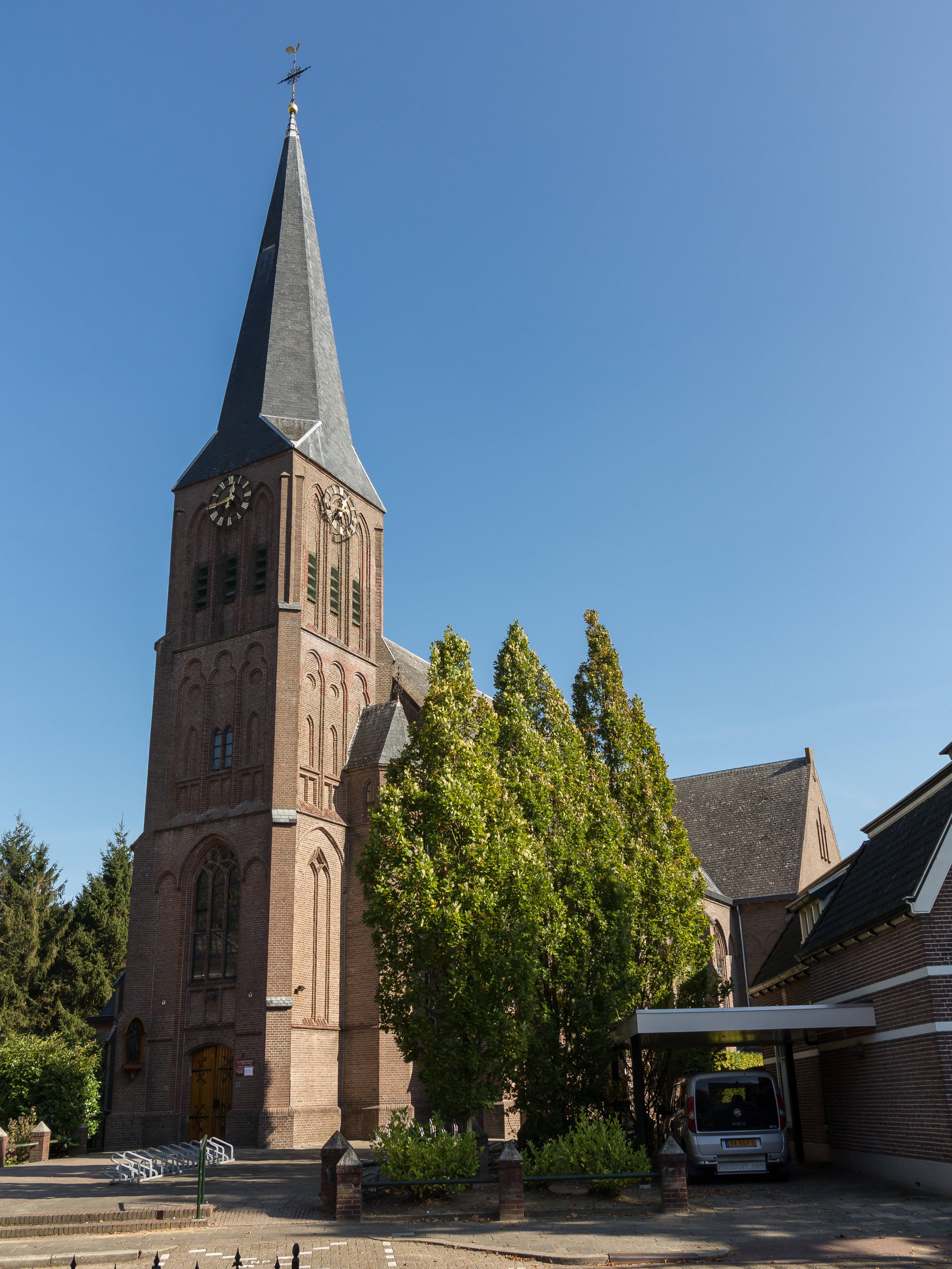
Kirche in Hellendoorn

In Hellendoorn befindet sich der große Freizeitpark „Avonturenpark Hellendoorn“, der aus einem „Märchenpark“ entstanden ist.
Die Wälder und Heideflächen des „Sallandse Heuvelrug“ werden von Wanderern und Radfahrern viel besucht. Siehe dazu auch Rijssen-Holten. Eine 1929 eigens für den Tourismus gebaute Straße quer durch das Naturgebiet verbindet Nijverdal mit Holten. Bei Nijverdal befindet sich das Besucherzentrum des Nationalparks „Sallandse Heuvelrug“ mit Informationen über die Pflanzen- und Tierwelt.
In Hellendoorn steht ein kleines Heimatmuseum und eine alte Dorfkirche. Im Sommer werden für die Touristen einige Märkte und Feste veranstaltet.

## Persönlichkeiten

### Töchter und Söhne der Gemeinde
- Herman Ponsteen (* 1953), Radrennfahrer
- Douwe Draaisma (* 1953),  Psychologe, Professor für Theorie und Geschichte der Psychologie
- Derk van Egmond (* 1956), Radrennfahrer
- Rob Harmeling (* 1964), ehemaliger  Radrennfahrer
- Mats Boeve (* 1990),  Straßenradrennfahrer
- Jeffrey Hoogland (* 1993), Radsportler

### Personen, die vor Ort gewirkt haben
- Thomas Ainsworth (1795–1841), englischer Textil-Ingenieur, Begründer der niederländischen Textilindustrie
- Karin Kuipers (* 1972), Welt- und Europameisterin sowie Olympiateilnehmerin 2000 im Wasserball, spielte lange Jahre in Nijverdal für den heimischen Klub ZPC Het Ravijn